# منظور (اسم)
منظور هو اسم علم مذكر من أصل عربي، ومعناه هو المشهور، المقدر، المتدبر للأمور.

## شخصيات تحمل الاسم
- منظور بن زبان الفزاري

## وصلات خارجية
- موسوعة السلطان قابوس لأسماء العرب